# Steinerne Rinne

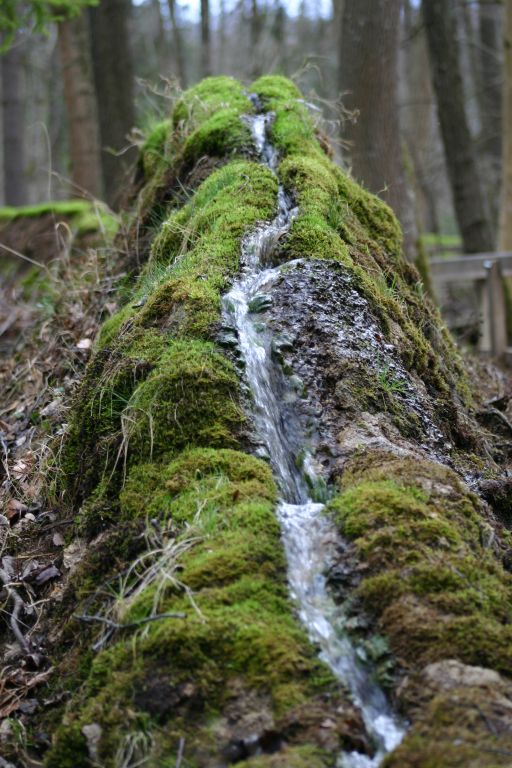
Steinerne Rinne bei Ettenstatt-Rohrbach

Als Steinerne Rinne wird das quellnahe Hochbett eines Baches in Karstlandschaften genannt, das durch Ausfällung von Kalziumkarbonat (CaCO3, in diesem speziellen Fall auch als Quellkalk bezeichnet) entstanden ist.
In Deutschland erheben sich Steinerne Rinnen bis 5,4 Meter über das Niveau des angrenzenden Bodens und sind bis 150 Meter lang. Es gibt sie in mehreren Bundesländern. In Bayern treten sie bevorzugt am Südrand der Fränkischen Alb (geologische Jurazeit) und am nördlichen Alpenrand auf. Steinerne Rinnen stehen oft als Geotope (geologische Naturdenkmäler) unter Schutz.

## Entstehung
Steinerne Rinnen entstehen durch die Abscheidung von Kalk aus gemächlich fließenden Rinnsalen. Dazu muss kalkreiches Wasser an einer Schichtquelle (Karstquelle) austreten und an einem Hang abfließen können. Dort gibt das Quellwasser durch Druckentlastung, Wassererwärmung sowie wegen Kohlendioxidentzugs durch Pflanzen, vor allem Algen, einen Teil des in ihm gelösten Kohlendioxids ({\displaystyle \mathrm {CO} _{2}}) ab. Der im Wasser vorhandene Kalk ist jedoch als Kalziumhydrogenkarbonat, also {\displaystyle \mathrm {Ca} (\mathrm {HCO} _{3})_{2}}, gelöst, das durch den Entzug des {\displaystyle \mathrm {CO} _{2}} wieder als unlöslicher Kalk (Kalziumkarbonat, {\displaystyle \mathrm {CaCO} _{3}}) ausfällt, nach folgender Reaktion:
{\displaystyle \mathrm {Ca} (\mathrm {HCO} _{3})_{2}\rightarrow \mathrm {CO} _{2}+\mathrm {H} _{2}\mathrm {O} +\mathrm {CaCO} _{3}\downarrow }
Der ausfallende Kalk setzt sich am Rand des Rinnsals ab und bildet den emporwachsenden Kalktuff (Quellkalk). Im kälteren Wasser in der Mitte verläuft dieser Prozess langsamer, so dass die Rinne erhalten bleibt. Da die Kalkausfällung noch anhält, können steinerne Rinnen unter günstigen Bedingungen jährlich um ein bis zwei Zentimeter wachsen. Durch zufällige Störungen, zu denen bereits herabfallendes Laub gehören kann, wird dieser Prozess unterbrochen. Die eindrucksvollsten steinernen Rinnen entstanden mit Unterstützung oft jahrhundertelanger menschlicher Pflege.

## Einige Vorkommen in Deutschland

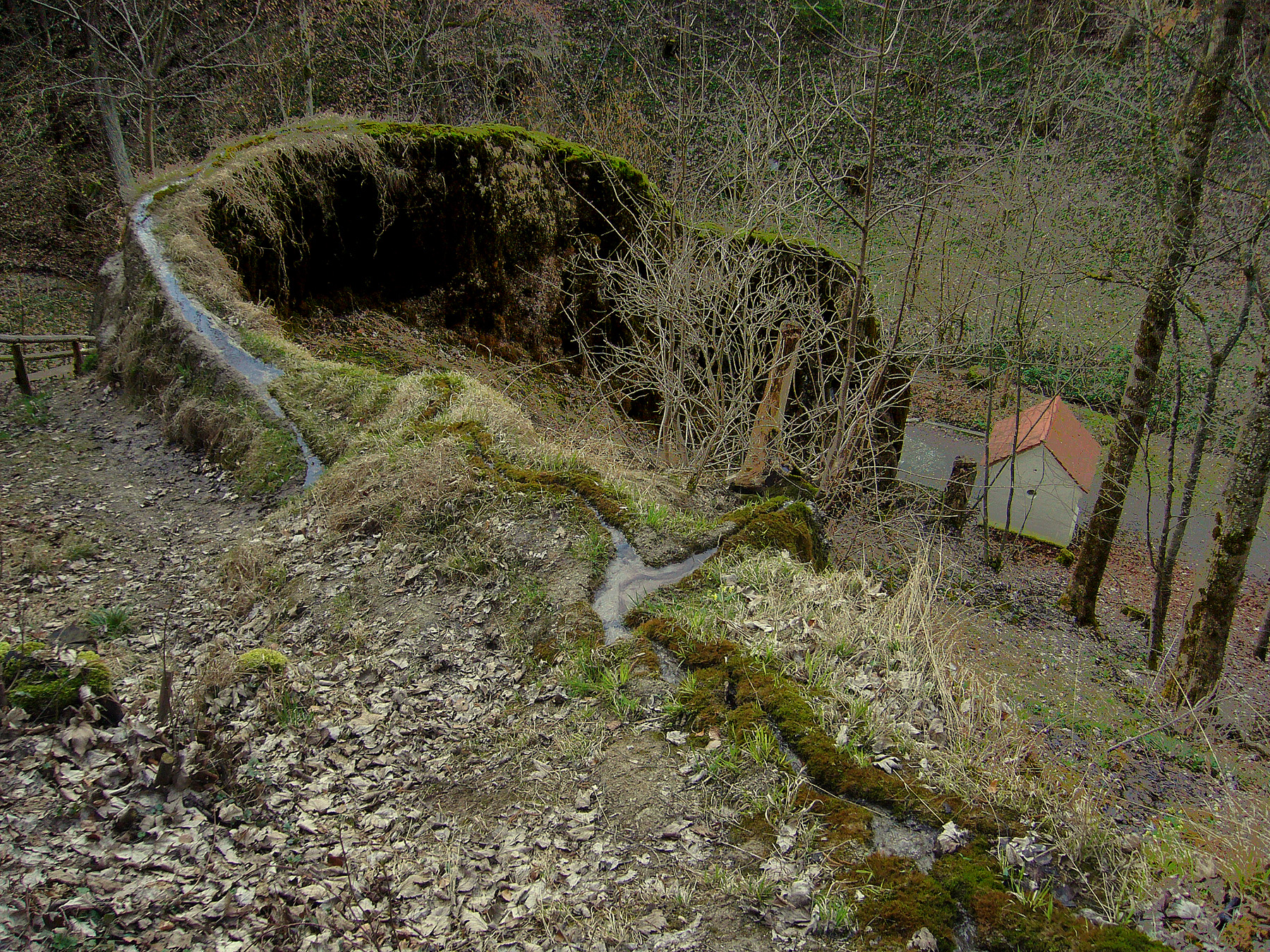
Wachsender Felsen bei Usterling, Niederbayern
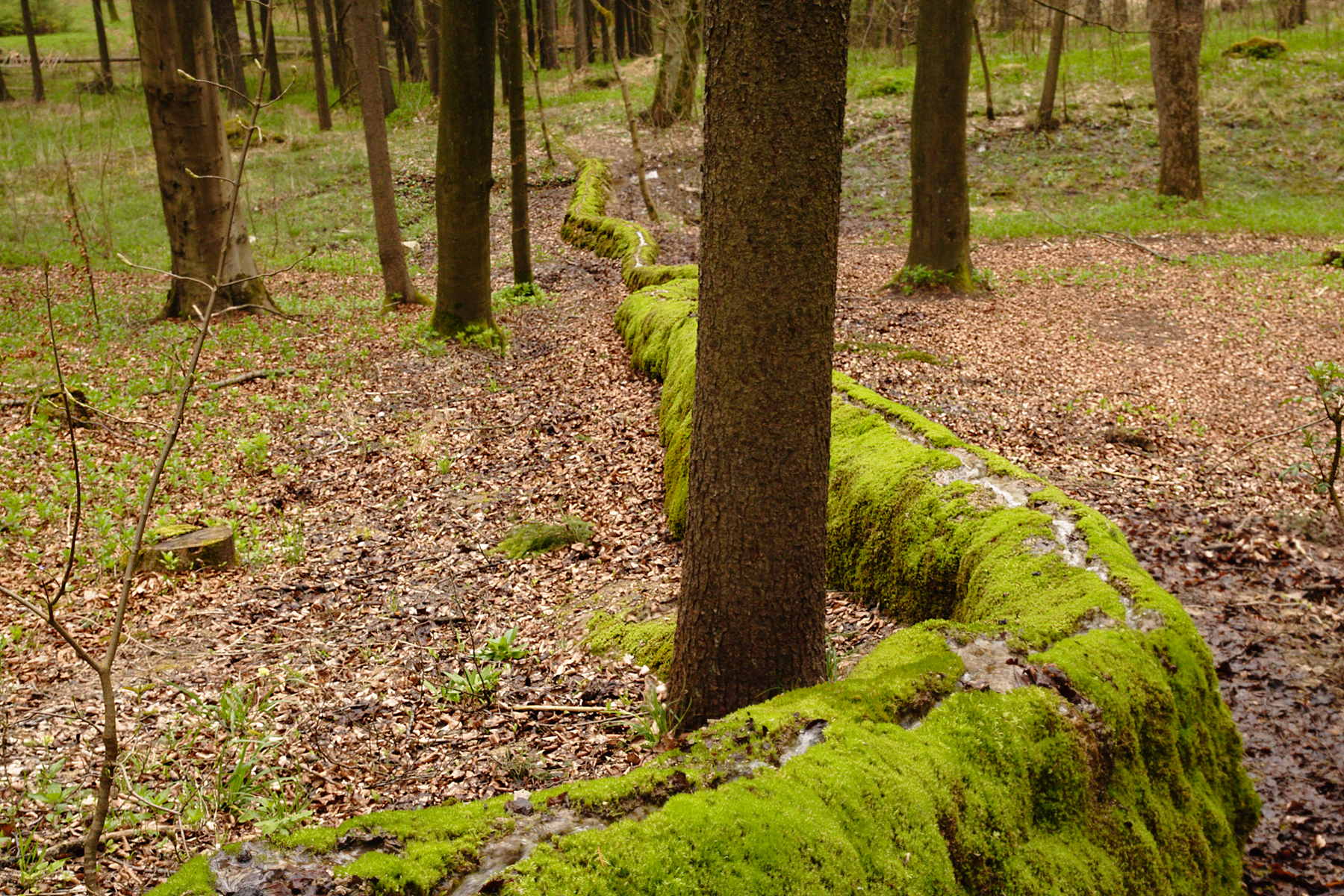
Steinerne Rinne bei Erasbach, Berching, Oberpfalz
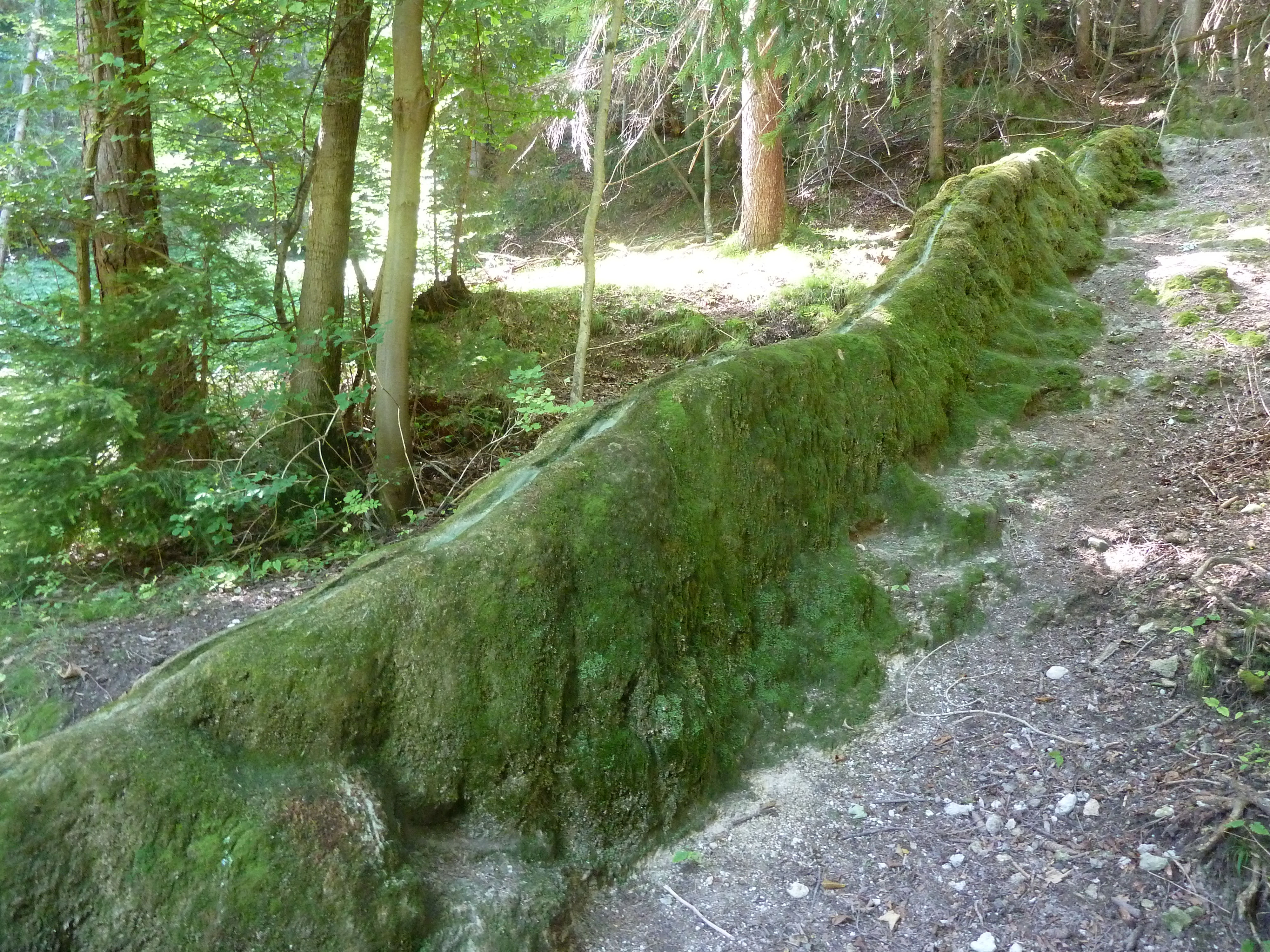
Steinerne Rinne bei Wackersberg, Bad Tölz, Oberbayern
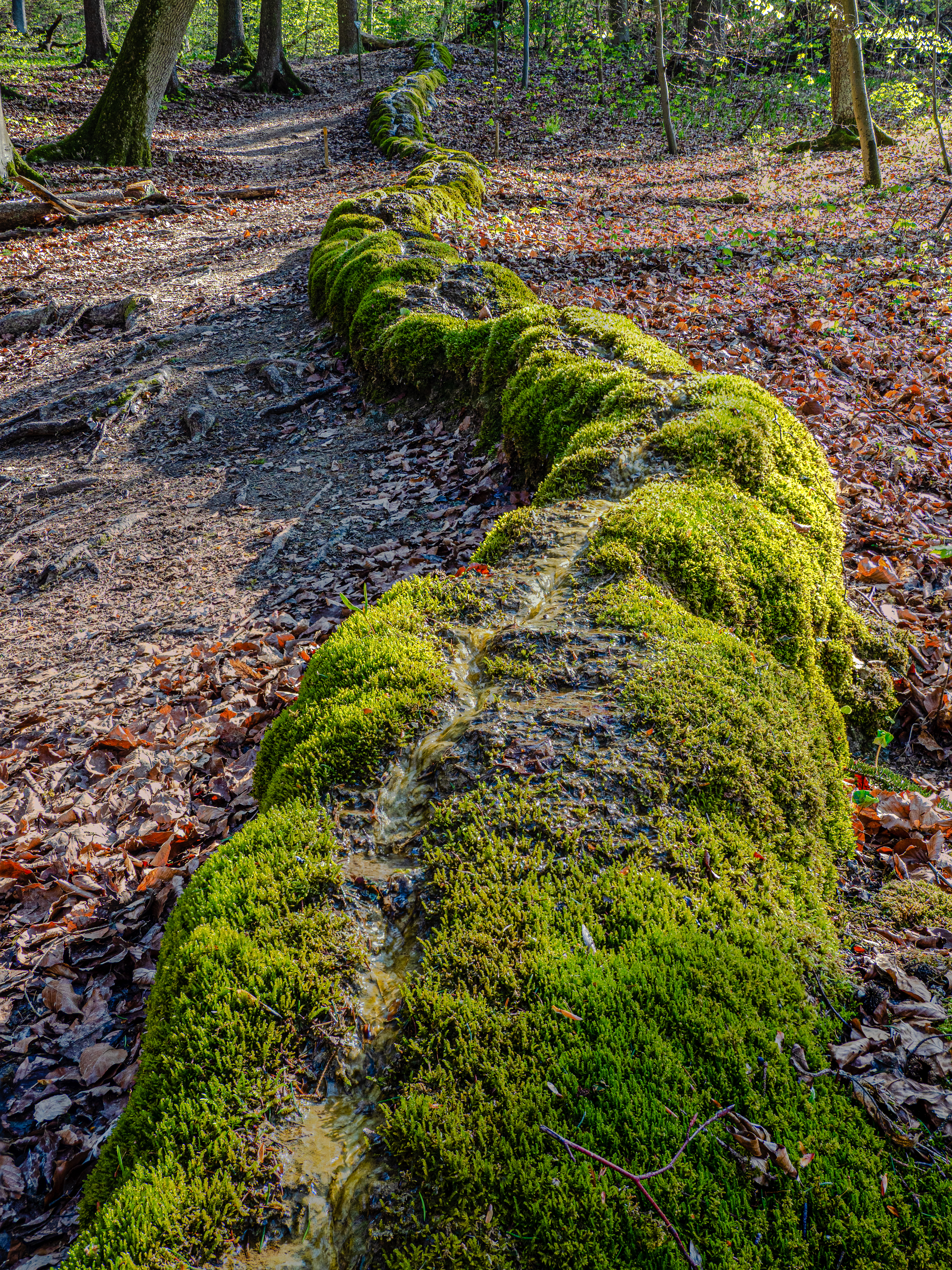
Steinerne Rinne bei Roschlaub, Gemeinde Scheßlitz, Franken
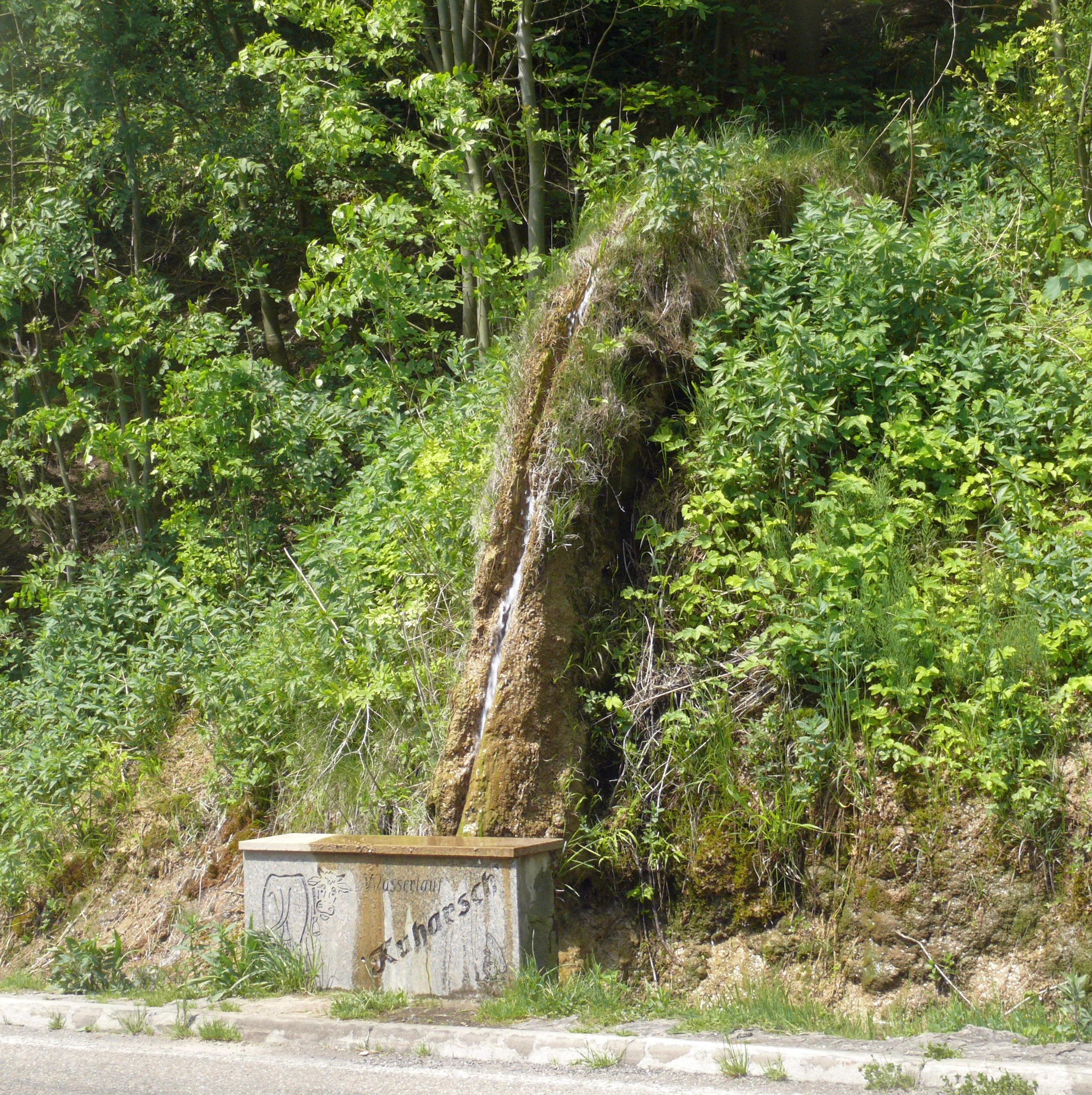
Rinne Kuharsch, Krautheim, Baden-Württemberg
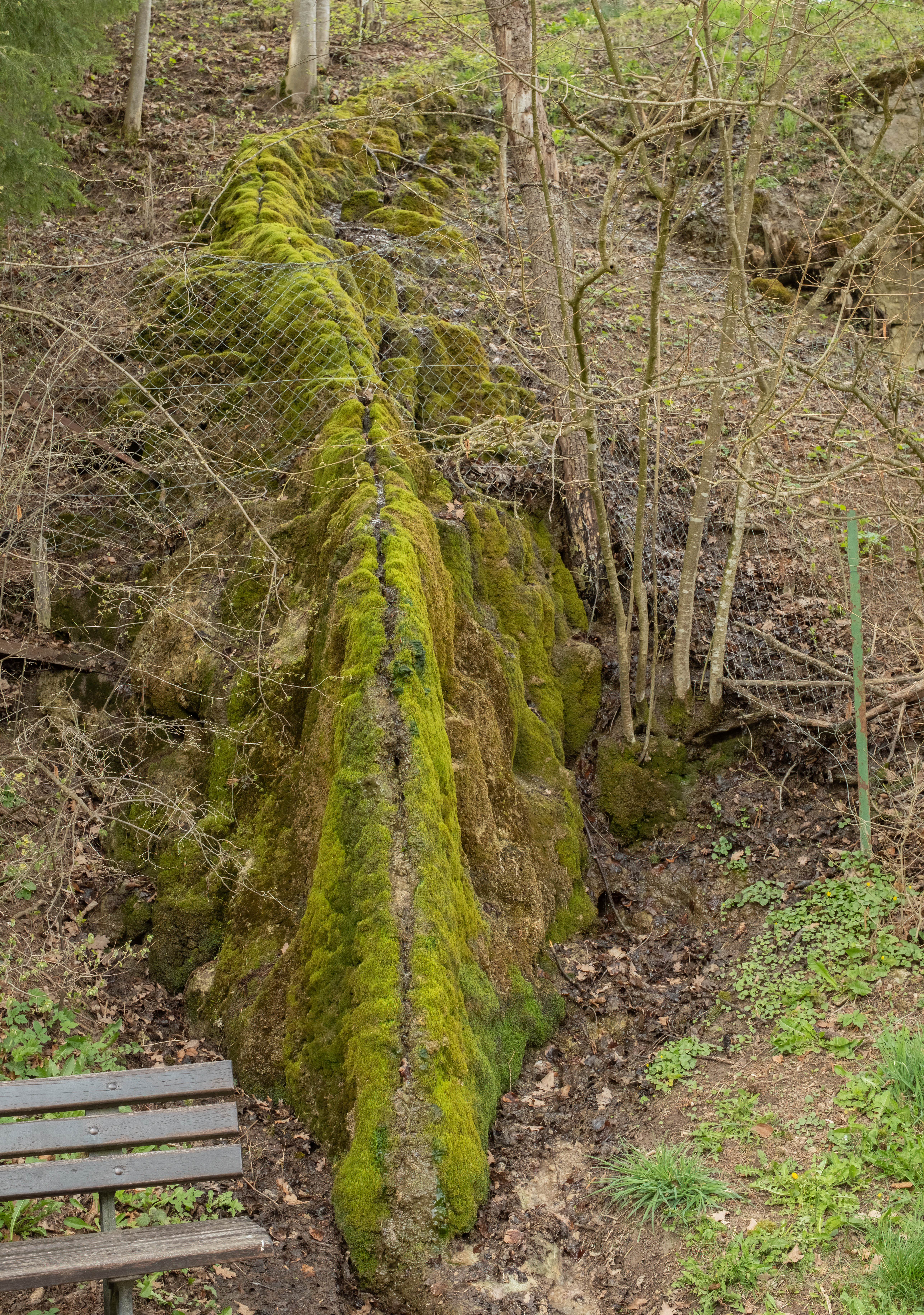
Steinerne Rinne bei Deißlingen, Baden-Württemberg
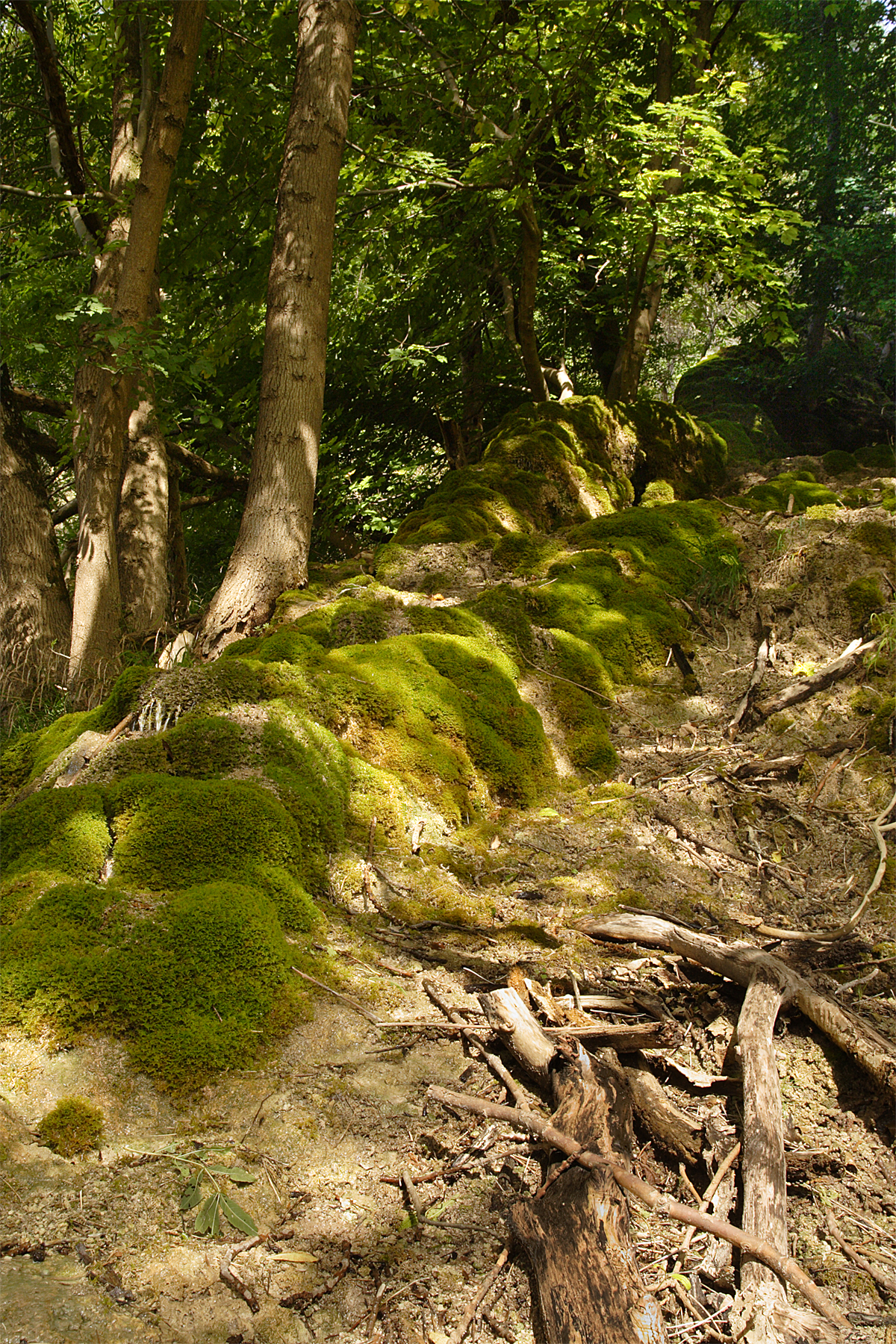
Kalktuffrinne im Lenninger Rinnenwald, Schwäbische Alb
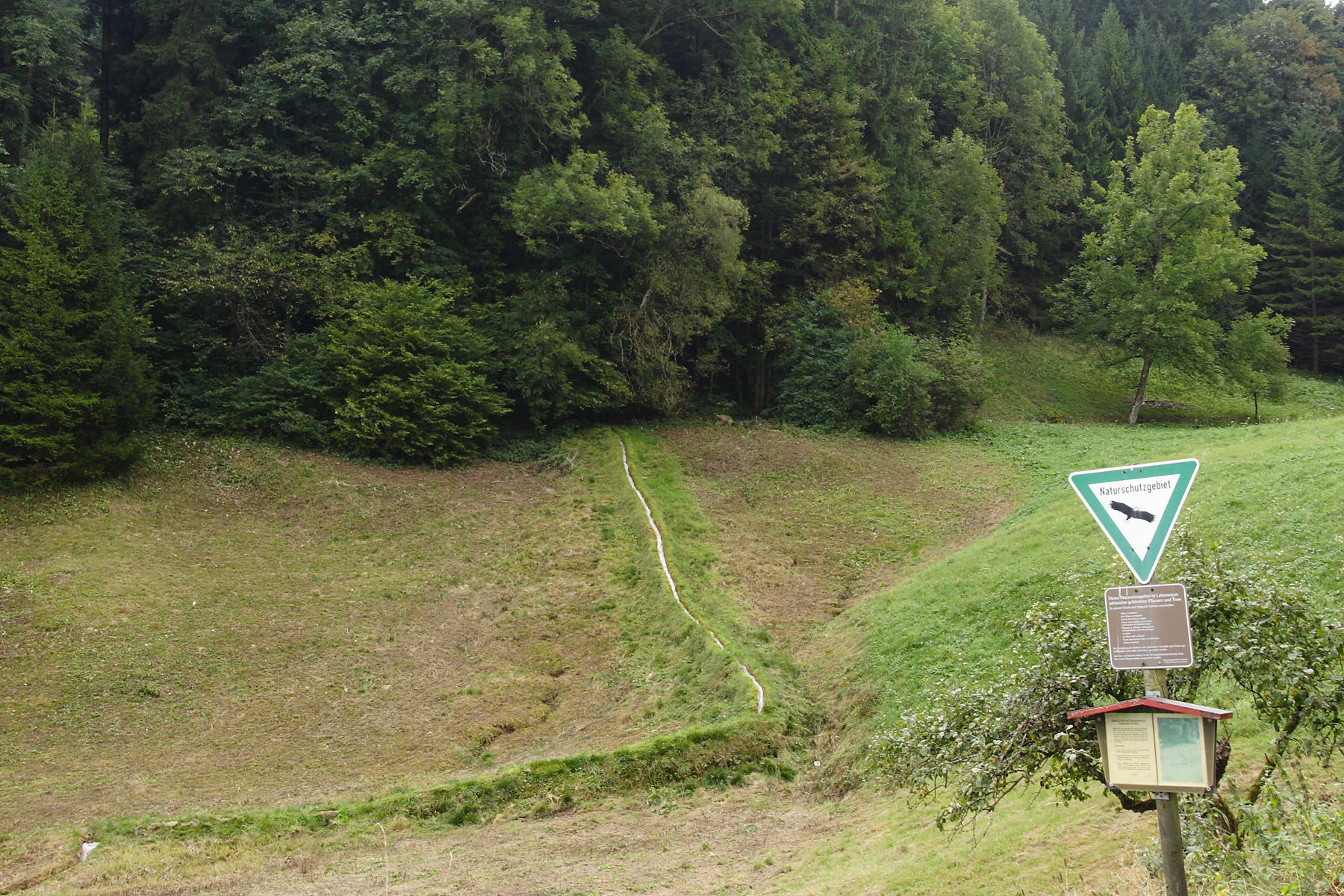
Karstwasserrinne Diessener Tal (Neckar, Baden-Württemberg) im Muschelkalk

In Deutschland gibt es eine hohe Steinerne Rinne, den Wachsenden Felsen östlich von Usterling bei Landau an der Isar. Er ist 37 Meter lang (nach offizieller Angabe; andere Angaben bis 50 Meter), bis zu 5,4 Meter hoch und wird seit vielen Jahrhunderten von Menschenhand gepflegt.
Der Landkreis Weißenburg-Gunzenhausen ist mit sechs Steinernen Rinnen der Landkreis mit den meisten dieser geologisch seltenen Naturphänomene. In diesem befindet sich – bei Heidenheim – mit etwa 150 Metern auch die längste Steinerne Rinne und – bei Wolfsbronn – mit zirka 128 Metern eine etwas kürzere. Siehe hierzu auch die Liste der Steinernen Rinnen in Bayern.
| Ort                                                    | Gemeinde                      | Land- kreis | Länge (in m) | Höhe (in m) | Lage                         |
| ------------------------------------------------------ | ----------------------------- | ----------- | ------------ | ----------- | ---------------------------- |
| Baun-Alm                                               | Wackersberg                   | TÖL         | 015          | 1,00        |                              |
| Buckmühle                                              | Dittenheim                    | WUG         | 020          | 0,10        | 49° 2′ 37″ N, 10° 44′ 5″ O   |
| Steinerne Rinne bei Düsselbach                         | Vorra                         | LAU         |              |             | 49° 32′ 59″ N, 11° 28′ 23″ O |
| Steinerne Rinne bei Deißlingen                         | Deißlingen                    | RW          |              |             | 48° 6′ 21″ N, 8° 35′ 25″ O   |
| Steinerne Rinne bei Raschbach bei Raschbach            | Altdorf bei Nürnberg          | LAU         |              |             | 49° 25′ 9″ N, 11° 23′ 10″ O  |
| Steinerne Rinne am Buchenberg bei Hallershof           | Offenhausen Engelthaler Forst | LAU         |              |             | 49° 27′ 24″ N, 11° 23′ 18″ O |
| Erasbach                                               | Berching                      | NM          | 080          | 0,77        | 49° 8′ 4″ N, 11° 25′ 12″ O   |
| Hechlingen                                             | Heidenheim                    | WUG         | 010          | 0,30        | 48° 59′ 19″ N, 10° 44′ 9″ O  |
| Käsrinne bei Heidenheim                                | Heidenheim                    | WUG         | 150          | 0,20        | 49° 2′ 8″ N, 10° 43′ 38″ O   |
| Knapp                                                  | Wackersberg                   | TÖL         | 030          | 1,00        |                              |
| Kuharsch                                               | Krautheim                     | KÜN         |              | 0,5         | 49° 23′ 29″ N, 9° 38′ 36″ O  |
| Oberweiler                                             | Meinheim                      | WUG         | 050          | 1,00        | 49° 0′ 34″ N, 10° 48′ 27″ O  |
| Steinerne Rinne und Junge Steinerne Rinne von Rohrbach | Ettenstatt                    | WUG         | 080          | 1,00        | 49° 3′ 6″ N, 11° 2′ 59″ O    |
| Steinerne Rinne bei Roschlaub                          | Scheßlitz-Roschlaub           | BA          | 030          | 0,40        | 50° 1′ 29″ N, 11° 1′ 40″ O   |
| Schönbrunn (Wachsender Stein)                          | Landshut                      | -           | 007          | 0,50        |                              |
| Usterling (Wachsender Felsen)                          | Landau                        | DGF         | 037          | 5,40        | 48° 39′ 42″ N, 12° 38′ 55″ O |
| Steinerne Rinne bei Wolfsbronn am Hahnenkamm           | Meinheim                      | WUG         | 128          | 1,50        | 49° 0′ 36″ N, 10° 47′ 16″ O  |